# Rock Around the Bunker
Rock Around the Bunker è il dodicesimo album discografico in studio del cantautore francese Serge Gainsbourg, pubblicato nel 1975. Si tratta di un concept album incentrato sul tema della Germania nazista in chiave grottesca e di humour nero.

## Tracce
Testo e musica di Serge Gainsbourg eccetto ove indicato.
1. Nazi Rock - 3:10
2. Tata Teutonne - 2:48
3. J'Entends des Voix Off - 2:05
4. Eva - 3:13
5. Smoke Gets in Your Eyes (Otto Harbach, Jerome Kern) - 3:28
6. Zig Zig avec Toi (Sieg Sieg avec Toi) - 3:39
7. Est-Ce Est-Ce Si Bon? (SS si Bon ?) - 3:16
8. Yellow Star - 1:40
9. Rock around the Bunker - 3:25
10. S.S. in Uruguay - 2:16

## Formazione
- Serge Gainsbourg - voce, piano, chitarra, arrangiamenti
- Kay Garner, Jean Hawker, Clare Torry - cori
- Alan Parker, Judd Proctor - chitarre
- Brian Odgers - basso
- Dougie Wright - batteria
- Jim Lawless - percussioni
- Alan Hawkshaw - piano, arrangiamenti